# Thomas Hayo

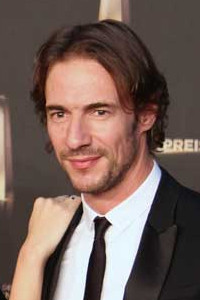
Hayo beim Deutschen Fernsehpreis 2012

Thomas Hayo (* 1969 in Neunkirchen, Saarland) ist ein deutsch-amerikanischer Creative Director. Bekannt wurde er als Juror der Castingshow Germany’s Next Topmodel.

## Leben
Hayo wuchs mit seinem älteren Bruder in Bexbach auf, wo er im Fußballverein und Tennisclub aktiv war. Sein Abitur legte er 1988 am Johanneum in Homburg ab. Danach studierte er Visuelle Kommunikation (Grafikdesign, Film und Fotografie) an der Hochschule Darmstadt. Nach einer Tätigkeit bei der Werbeagentur Springer & Jacoby in Hamburg ging Hayo 1993 nach New York City, wo er ursprünglich nur ein Jahr bleiben wollte. Dort absolvierte er zunächst ein Praktikum bei J. Walter Thompson.
Im Jahr 1999 wechselte er zur Agentur Bartle Bogle Hegarty, wo er den Aufbau des New Yorker Büros mitverantwortete. Er führte hauptverantwortlich den Key Account Levi’s und betreute daneben Kampagnen von Kunden wie Reebok, Sony-Ericsson, Axe, Dyson und Johnnie Walker.
Seine Arbeiten wurden mehrfach ausgezeichnet, unter anderem vom Art Directors Club, The One Show, D&AD, The International Andy Awards, den Clio Awards und beim Cannes Lions International Advertising Festival, wo sie mehrere Gold-, Silber- und Bronze-Lions erhielten. Arbeiten zu einigen seiner besten Kampagnen sind im Museum of Modern Art in New York ausgestellt. Seit 2009 arbeitete Hayo als Freelancer.
Im Jahr 2024 erwarb er die amerikanische Staatsbürgerschaft.

## Fernsehauftritte
Nach einem Vorschlag von Jean-Remy von Matt war Hayo von 2011 bis 2018 neben Heidi Klum Teil der Jury von Germany’s Next Topmodel. Seit 2019 tritt Hayo unregelmäßig in der Spieleshow Joko & Klaas gegen ProSieben auf. Im Herbst 2022 trat Hayo als Trillerpfeife in der siebten Staffel der deutschen Version von The Masked Singer auf und wurde in der dritten Folge demaskiert.